# Memorial (asociación)
Memorial (en ruso, Мемориал) era una asociación dedicada a la investigación histórica y a la defensa de los derechos civiles que operaba en la Federación de Rusia y varios estados postsoviéticos. Se centraba en la recopilación de información y la difusión de materiales sobre el pasado totalitario y la represión política en la Unión Soviética, pero también monitoreaba los derechos humanos en Rusia y otros estados postsoviéticos. Se hizo acreedora a la tercera parte del Premio Nobel de la Paz 2022. La justicia rusa obligó su disolución en diciembre de 2021.

## Misión y actividades
El nombre completo de la asociación Memorial es “MEMORIAL: Sociedad Internacional Histórica, Educativa, de Derechos Humanos y de Beneficencia”. De acuerdo con sus estatutos, Memorial tiene como objetivo:
- Promover una sociedad civil madura y una democracia basada en el imperio de la ley y, por lo tanto, prevenir el retorno al totalitarismo.
- Ayudar a la formación de la conciencia pública sobre la base de los valores de la democracia y el derecho, para deshacerse de los modelos totalitarios y establecer firmemente los derechos humanos en la práctica política y en la vida pública.
- Promover el reconocimiento de la verdad sobre el pasado histórico y perpetuar la memoria de las víctimas de la represión política ejercida por los regímenes totalitarios.[3]

Para lograr esto trabaja, particularmente, en el mantenimiento de una base de datos electrónica de las víctimas del terror político en la URSS.
Memorial organiza la asistencia, tanto legal como financiera, a las víctimas del Gulag. También lleva a cabo investigaciones sobre la historia de la represión política y publica los resultados en libros, artículos, exposiciones, museos y los sitios web de sus organizaciones miembros.

### Investigación y trabajo educativo
Actualmente el Centro Histórico y Educativo de Memorial trabaja en nueve programas de investigación:
- Historia del Gulag
- Historia de las instituciones de la represión en la URSS
- Historia de la oposición socialista al régimen
- Destino de presos políticos
- Persecución religiosa
- Programa sobre Polonia
- Víctimas de las dos dictaduras
- Historia de la disidencia en la URSS
- Topografía del terror

### Trabajo político
Gracias a los esfuerzos de la sociedad el 30 de octubre de 1990 se erigió el Monumento a las Víctimas del Gulag (una simple piedra de Solovkí) en la Plaza Lubianka de Moscú, cerca de la sede de la KGB. Durante nueve meses el monumento estuvo junto a la estatua de Félix Dzerzhinsky, conocido como Félix de Hierro, que fue retirada en agosto de 1991.
Los esfuerzos de la asociación Memorial están en el origen de la Ley de Rehabilitación de las Víctimas de la Represión Política, que fue aprobada en 1991. En 1991 Memorial contribuyó también a que el Soviet Supremo de la RSFSR estableciera oficialmente el 30 de octubre como Día en Recuerdo de las Víctimas de la Represión Política.

### Archivos
Memorial también ayuda a las personas a encontrar documentos, tumbas, etc., de sus parientes perseguidos políticos. A partir de 2005 Memorial mantuvo una base de datos con más de 1.300.000 nombres de esas personas.  Los archivos fueron utilizados por el historiador británico Orlando Figes cuando llevó a cabo las investigaciones para su libro de 2008 “The Whisperers: Private Lives in Stalin's Russia” (en español “Los que susurran”).

### Medios de comunicación
Memorial produjo o ayudó a producir varias publicaciones y películas. Una de esas películas fue el documental de 2007 “The Crying Sun”, que se centra en la vida de la población de la aldea de Zumsoy, en las montañas de Chechenia, y en su lucha por preservar su identidad cultural frente a las incursiones militares y las desapariciones forzadas por el ejército y la guerrilla. La película de 25 minutos fue producida en colaboración con WITNESS (TESTIGO).

#### Museo Virtual del Gulag

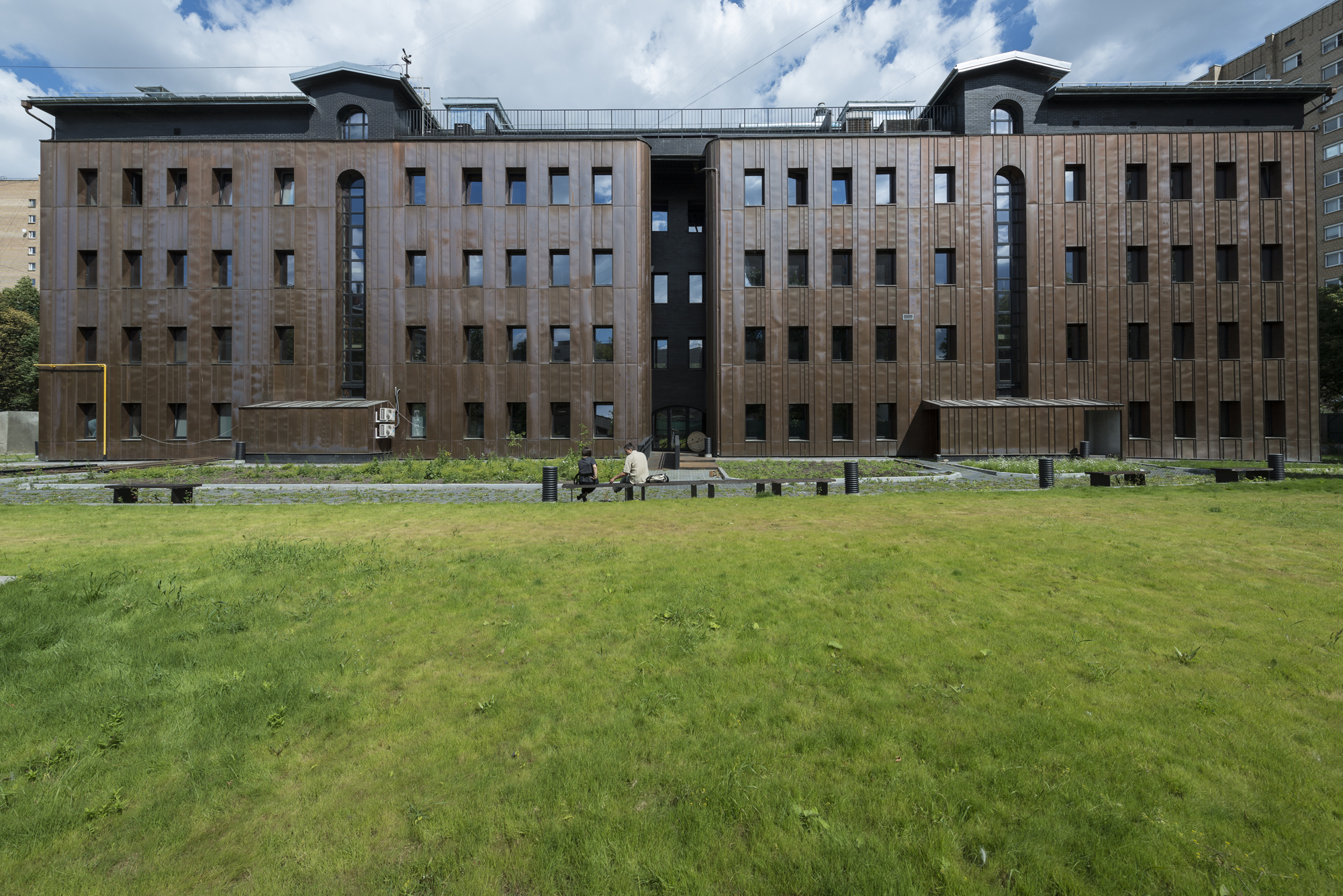
Fachada del Museo de la Historia del GULAG

En estos momentos uno de los principales proyectos de Memorial es la creación del Museo Virtual del Gulag, que reunirá los archivos y las investigaciones de toda la ex Unión Soviética para registrar y recordar la existencia del Gulag y el sufrimiento de sus víctimas.

### Bosque Kovalevsky
Memorial están tratando de construir un Museo y Monumento Nacional de la Memoria para recordar a 4.500 víctimas del terror rojo en el Bosque Kovalevsky, cerca de San Petersburgo. Memorial descubrió los cuerpos en 2002.

## Historia
Andréi Sájarov escribió que Lev Ponomariov, Yuri Samodúrov, Viacheslav Igrunov, Dmitri Leónov, Arseni Roginsk y otros llevaron adelante una iniciativa, a finales de 1980, para crear un complejo monumento conmemorativo a las víctimas de la represión de Stalin. La idea sugería la creación de un monumento, un museo, un archivo y una biblioteca. Esto condujo a un movimiento informal en toda la Unión que amplió las metas originales. Organizó una petición a la XIX Conferencia del PCUS. La petición se tradujo en la disposición de la conferencia que disponía la creación del monumento a las víctimas de las represiones. Una decisión del XXII Congreso del PCUS ya había sido ignorada anteriormente.
Memorial, como tal asociación histórica y educativa, fue fundada en la conferencia celebrada en el Instituto de Aviación de Moscú en entre el 26 y el 28 de enero de 1989. En 1991 se creó un Centro "MEMORIAL" de Defensa de los Derechos Civiles.
Se llevó a cabo una encuesta en las calles de Moscú para recoger sugerencias acerca de los nombres de los candidatos al Consejo Público de la asociación. Se mencionó, entre otros, a Aleksandr Solzhenitsyn, pero Solzhenitsyn se negó a participar y, en la conversación que sostuvo con Andréi Sájarov, explicó su decisión por su opinión de que no era justo restringir los objetivos del proyecto a la época de Stalin, porque la era de la represión en Rusia había comenzado ya en 1917.
Memorial, como la Organización Internacional de Voluntariado Público Histórico, Educativo, de Derechos Humanos y de Ayuda al Público", fue creado oficialmente en la conferencia fundacional celebrada el 19 de abril de 1992.
Después de la disolución de la Unión Soviética se convirtió en sociedad internacional, con organizaciones en los estados postsoviéticos: Rusia, Ucrania, Kazajistán, Letonia y Georgia, así como en Italia (desde el 20 de abril de 2004) .

## Premios y nominaciones
En 2004 Memorial fue uno de los cuatro ganadores del Right Livelihood Award, por su trabajo en la documentación de violaciones de los derechos humanos en Rusia y otros estados que formaron parte de la URSS. Citando al jurado del RLA: "... para mostrar que bajo condiciones muy difíciles y con un gran valor personal, la historia debe registrarse y entenderse y los derechos humanos deben ser respetados en todas partes, si se quieren lograr soluciones sostenibles a la herencia del pasado." El mismo año la agencia de refugiados de la ONU (ACNUR) nombró a Memorial ganador del Nansen Refugee Award del año por su amplia gama de servicios a favor de los migrantes forzados y desplazados internos en la Federación Rusa, así como de los refugiados de África, Asia y el Medio Oriente.
En 2008, Memorial ganó el Hermann Kesten Prize. En 2009 ganó el Premio Sájarov, en memoria de la activista de Memorial asesinada Natalia Estemírova. Al anunciar el premio el presidente del Parlamento Europeo, Jerzy Buzek, dijo que la asamblea esperaba " contribuir a acabar con el círculo de miedo y violencia que rodea a los defensores de los derechos humanos en la Federación Rusa". Oleg Orlov, presidente de Memorial, dijo que el premio representaba "un apoyo moral muy necesario en un momento difícil para los activistas de los derechos en Rusia" [18] y que él consideraba el premio "un signo del alto valor para el trabajo de Memorial y de todos nuestros colegas -activistas de los derechos en Rusia- que están trabajando en una situación muy difícil". Como parte del premio se concedió a Memorial una cantidad en efectivo de 50.000 euros, en diciembre de 2009.
Memorial fue galardonado con el Victor Gollancz Prize por la Asociación para los Pueblos Amenazados en 2009.
El 4 de febrero de 2015, Memorial Internacional nominó a Lech Wałęsa para el Premio Nobel de la Paz de 2014.

## Persecución

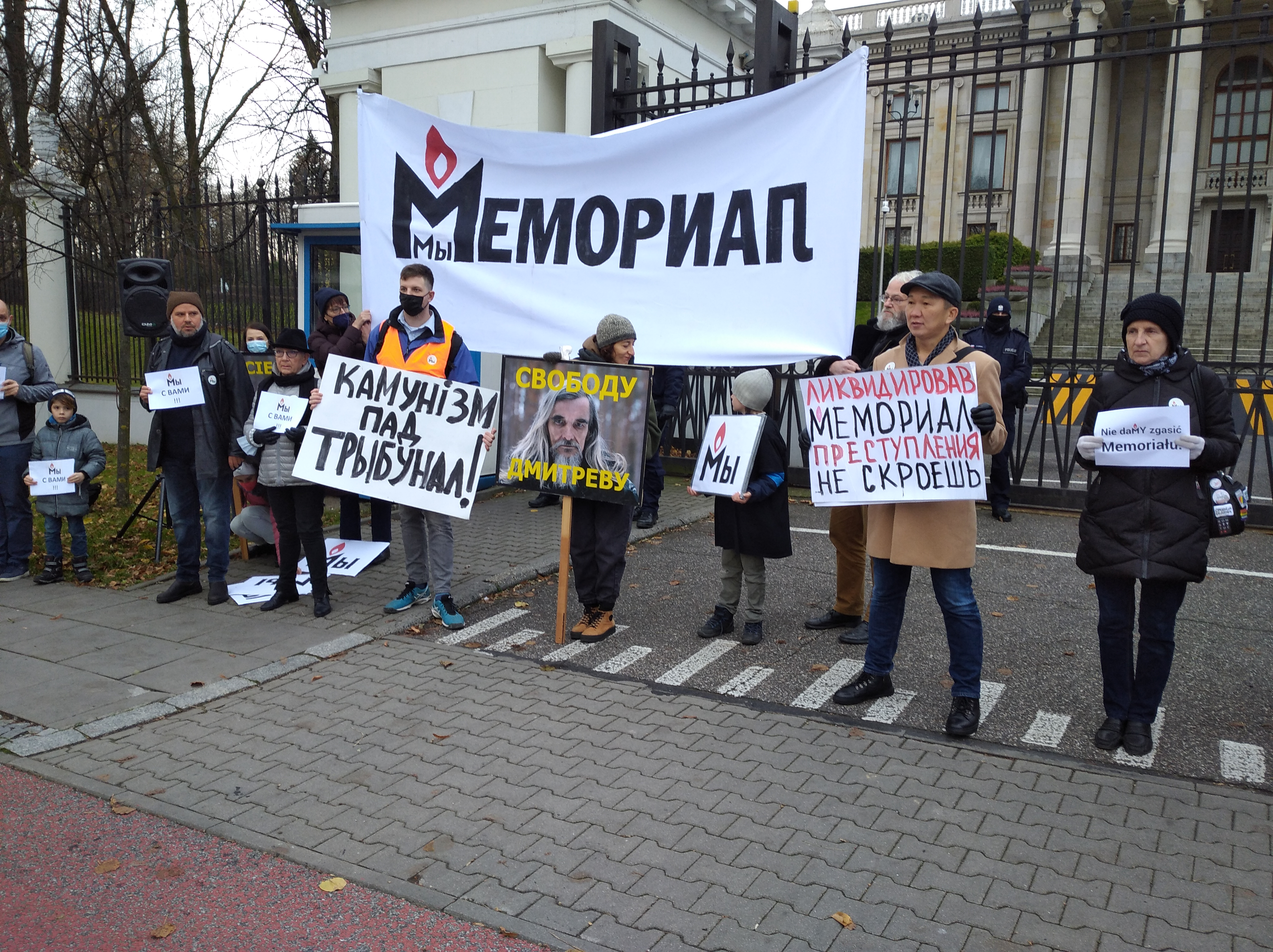
Manifestación en defensa de la Asociación Memorial.

### Confiscación del archivo digital
El 4 de diciembre de 2008 la oficina de San Petersburgo del Memorial, en la que se guardaban los archivos sobre el Gulag, fue allanada por las autoridades y once discos duros de ordenador fueron confiscados. En esos discos estaba contenido todo el archivo digital de las atrocidades cometidas bajo Stalin, representando 20 años de trabajo. La información se utilizaba para desarrollar "una base de datos de acceso universal, con cientos de miles de nombres." La directora de la oficina, Irina Flinge, cree que el ataque se debió a que su organización no secunda la ideología putinista (en), específicamente en lo que se refiere a la idea "de que Stalin y el régimen soviético tuvieron éxito en la creación de un gran país".
Oficialmente la incursión se relacionó con un artículo publicado en el periódico Novy Peterburg, en junio de 2007. [25] Memorial niega cualquier vínculo con el artículo. Algunos abogados de derechos humanos en Rusia han especulado con que el ataque fue una represalia contra Memorial por la proyección de la película prohibida “Rebellion: the Litvinenko Case” (en), que trata del asesinato del ex espía ruso Alexander Litvinenko. Según el escritor Orlando Figes la incursión "tenía la clara intención de intimidar a Memorial". Allison Gill, directora de Human Rights Watch en Moscú, ha dicho que "esta incursión de la policía muestra escandalosamente el ambiente envenenado en el que se desenvuelven las organizaciones no gubernamentales en Rusia [...] se trata de un abierto atentado, por parte del gobierno ruso, [...] para silenciar las voces críticas". El ataque provocó también una carta abierta a Dmitri Medvédev de académicos de todo el mundo, para condenar el asalto. Los Estados Unidos declararon estar "profundamente preocupados" por la incursión. El portavoz del Departamento de Estado, Sean McCormack, dijo que "por desgracia esta acción contra Memorial no es un caso aislado en el ambiente de represión contra la libertad de asociación y de expresión en Rusia."
El 20 de marzo de 2009, el tribunal del distrito Dzerzhinsky decidió que el registro del 4 de diciembre de 2008 en la sede de Memorial, con la confiscación de 12 discos duros conteniendo información sobre las víctimas de la represión política, se llevó a cabo en violación de los procedimientos legales y que las acciones de los organismos encargados de hacer cumplir la ley fueron ilegales, [28] [29] [30] de tal forma que finalmente las 12 unidades de disco duro, así como discos ópticos y algunos documentos, fueron devueltos a Memorial. .

### Actividades en Chechenia
Memorial tenía una oficina en Chechenia para supervisar la situación de los derechos humanos en esa república. Con frecuencia fue allanada por las autoridades. Una activista de Memorial, Natalia Estemírova, que investigó los asesinatos y secuestros en Chechenia, fue secuestrada en Grozni y asesinada por disparos en Ingushetia el 15 de julio de 2009. Se sospecha que su muerte está relacionada con sus investigaciones sobre la actividad de las milicias gubernamentales en el país. El presidente de Memorial, Oleg Orlov, acusó a Ramzán Kadýrov de estar detrás del asesinato y afirmó que Kadýrov la había amenazado abiertamente. Kadýrov negó su participación y demandó a Memorial por difamación, dirigiendo la denuncia contra la propia persona de Orlov.
El 18 de julio de 2009 Memorial suspendió sus actividades en Chechenia aduciendo que "no podemos arriesgar la vida de nuestros compañeros, incluso si ellos se muestran dispuestos a realizar su trabajo."

### Organización extranjera
La asociación Memorial fue declarada "organización extranjera" bajo la ley rusa, que exige a las organizaciones que aceptan fondos del extranjero y se dedican a la "actividad política" registrarse y declararse "organización extranjera". La dirección de Memorial sostiene que las actividades de la sociedad no cumplen con los criterios de "actividad política" según lo exigido por la ley. Tras la designación como "organización extranjera" el Ministerio de Justicia de Rusia, en su informe anual sobre "organizaciones extranjeras", acusó a Memorial de "socavar los fundamentos del orden constitucional de la Federación Rusa" y de promover "un cambio de régimen político "en el país.

### Clausura
El ministro ruso de Justicia, Aleksandr Vladímirovich Konoválov, solicitó la liquidación de Memorial y la asociación se enfrentó a una audiencia ante el Tribunal Supremo sobre su posible clausura el 13 de noviembre de 2014. La demanda se fundamentaba en detalles técnicos sobre el registro legal de Memorial.
El Tribunal Supremo de Rusia anunció su decisión de disolver la organización no gubernamental Memorial en diciembre de 2021 por violaciones sistemáticas de la legislación sobre "agentes extranjeros".

## Activistas
- Lev Razgón
- Natalia Estemírova
- Svetlana Gánnushkina
- Serguéi Kovaliov
- Nikita Petrov
- Lev Ponomariov
- Víktor Popkov
- Arseni Roguinski, presidente
- Lidia Yusúpova